# Takeuchi Kyūichi

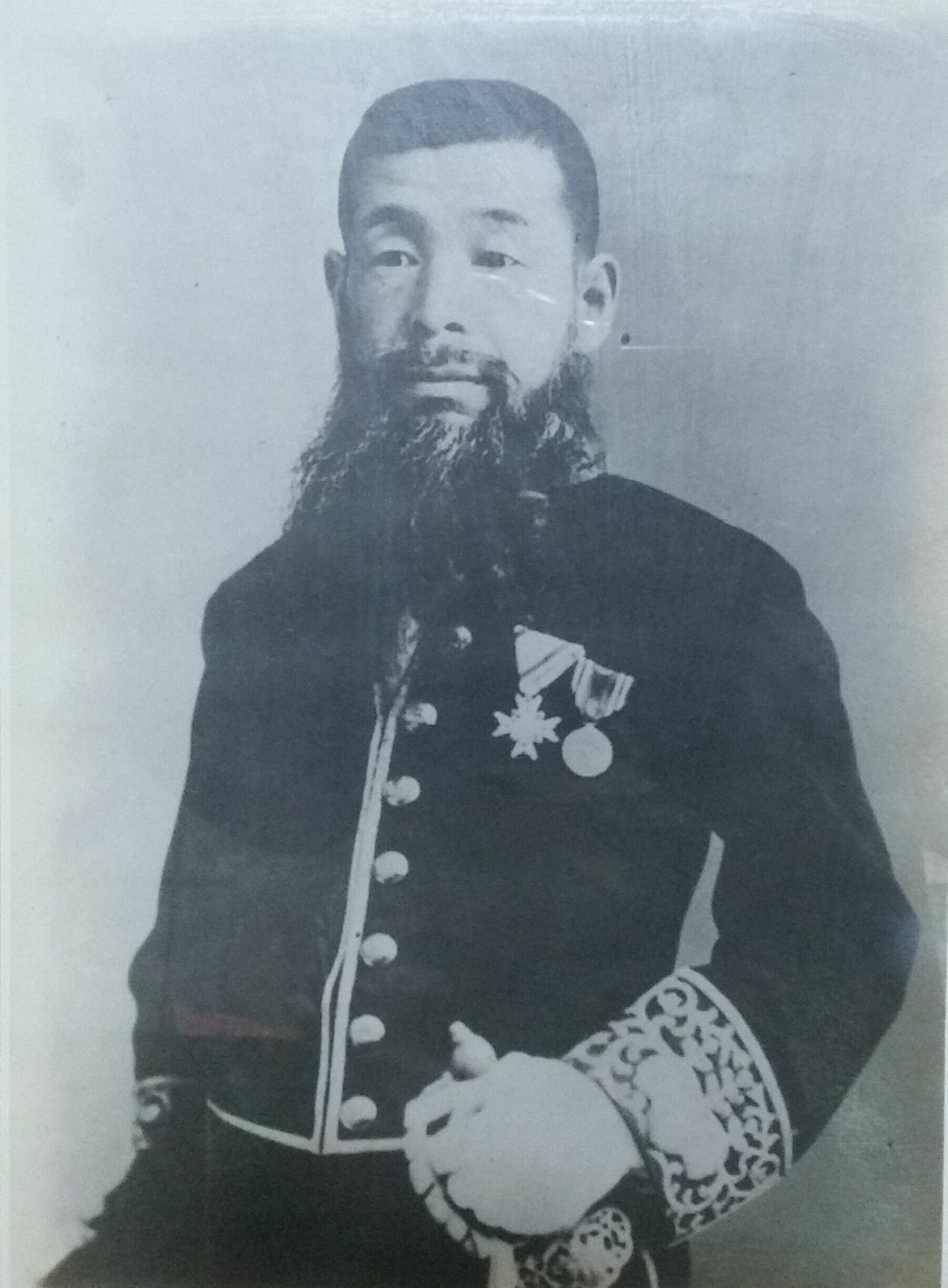
Takeuchi Kyūichi

Takeuchi Kyūichi (japanisch 竹内久一; geboren 28. August 1857 in Edo; gestorben 24. September 1916 in Tokio) war ein japanischer Bildhauer im traditionell-japanischen Stil.

## Leben und Wirken
Takeuchi Kyūichi wurde im Stadtteil Asakusa von Edo geboren. Sein Vater Takeuchi Zenjirō (竹内 善次郎) war ein Schüler von Utagawa Kuniyoshi und stellte gute Ukiyoe-Kunst her. Sohn Takeuchi studierte zunächst Elfenbeinschnitzerei, war aber 1880 bei einem Besuch des Kunstvereins „Kanko bijutsu-kai“ (観古美術会) von den alten Statuen von Nara sehr beeindruckt. Daraufhin entschloss er sich, sich dem Studium und der Wiederbelebung der Herstellung bemalte Holzfiguren nach traditioneller Art zu widmen. Als 1889 die „Tōkyō bijutsu gakkō“ (東京美術学校), eine der Vorläufereinrichtungen der heutigen Universität der Künste Tokio, eröffnet wurde, wurde Takeuchi einer der Lehrkräfte in der Abteilung für Bildhauerei.
Auf den Vorschlag des Direktors der Schule Okakura Kakuzō fertigte Takeuchi mehrere Reproduktionen von Meisterwerken der Nara-Zeit an. 1905 wurde er zum Mitglied des kaiserlichen Kunsthaushalts (帝室技芸員, Teishitsu gigei-in) ernannt.
Takeuchi gilt, zusammen mit Takamura Kōun (1852–1934) und Ishikawa Kōmei (石川 光明; 1852–1913), zu den drei Großen Bildhauern im traditionellen Stil in der frühen Meiji-Zeit. Trotz seiner intensiven Beschäftigung mit der überlieferten Bildhauerkunst zeigen seine Werke durchaus einen moderne Angklang.

## Bilder

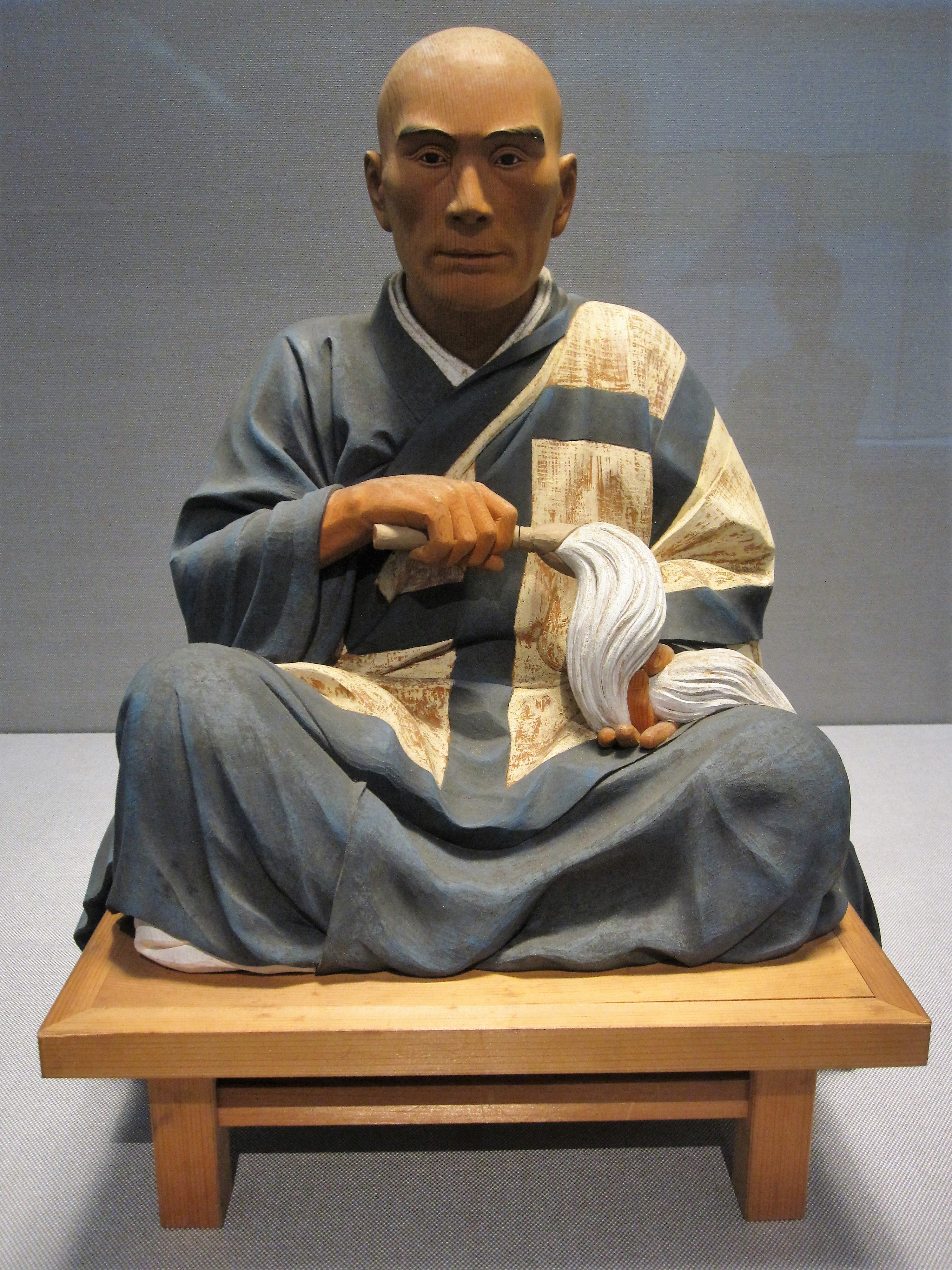
Machida Hisanari 1912
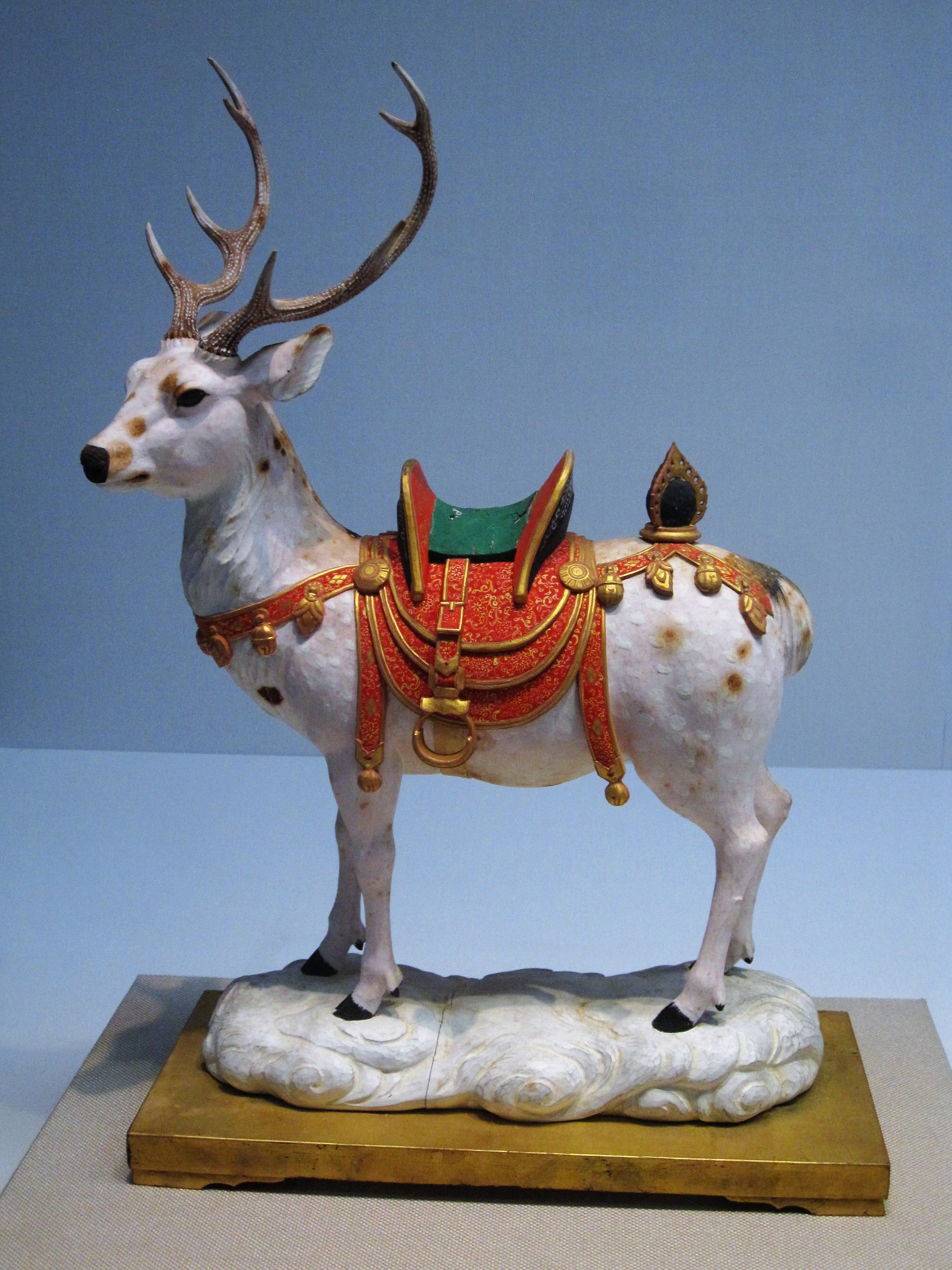
Heiliges Reh
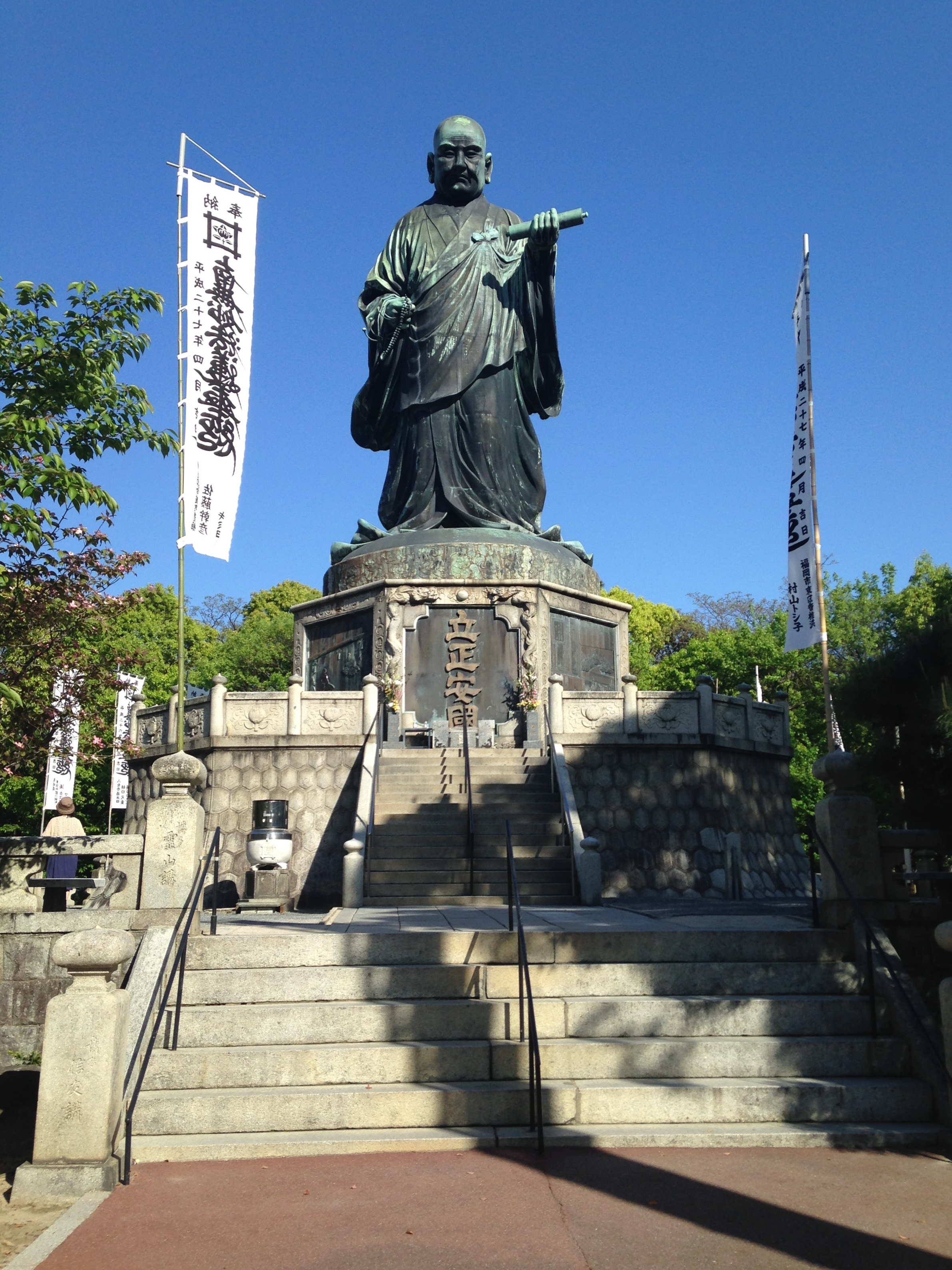
Nichiren in Fukuoka
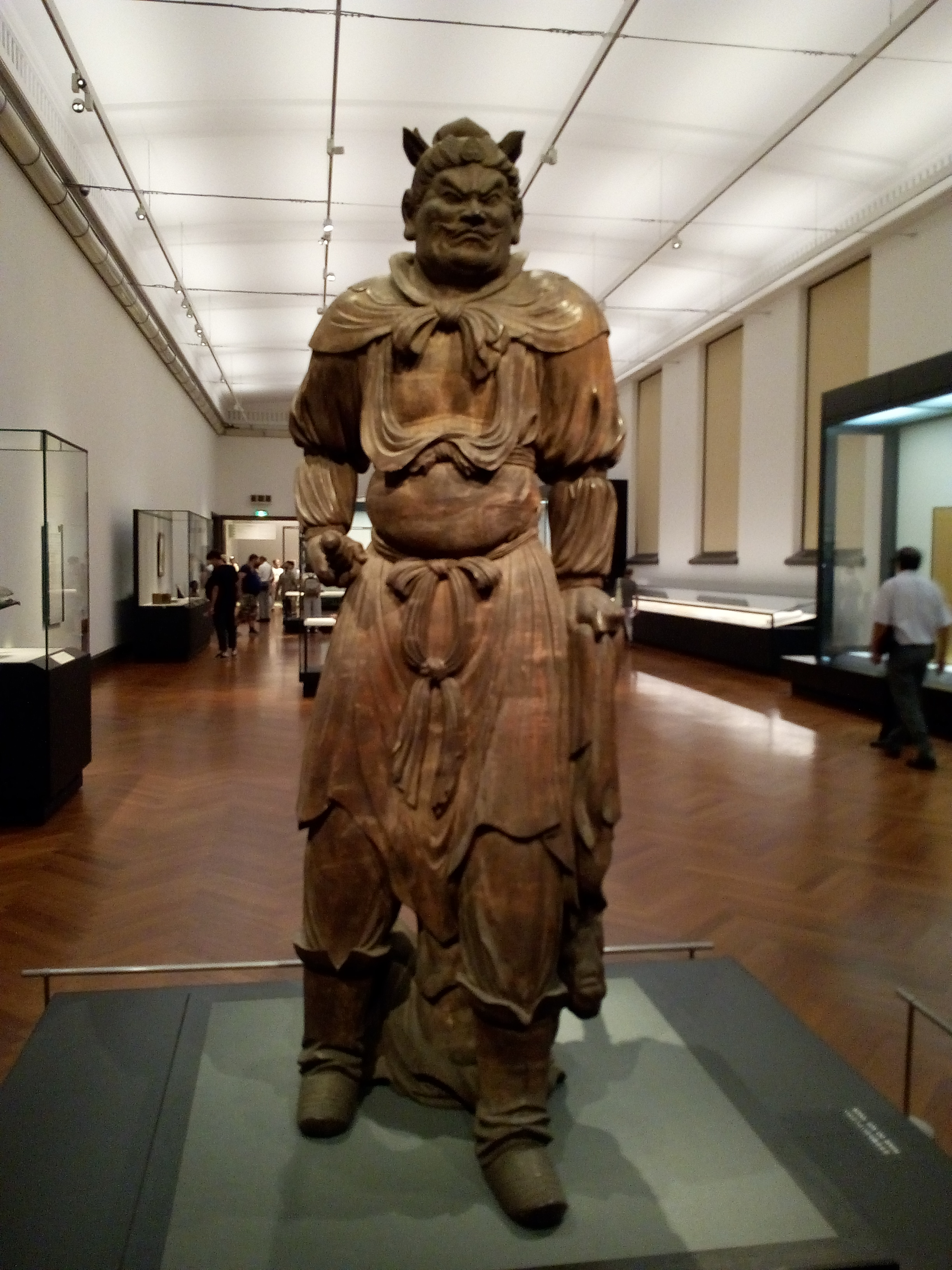
Shitsukongoshin[A 1]

1. ↑  Vajrapani (Shitsukongoshin 執金剛神).